# Jaromír Hecht
Jaromír Hecht (rodným jménem Jaromír Lahůlek, 22. října 1923 Praha – 6. srpna 1946 Humenné) byl důstojníkem 1. československoho armádního sboru.

## Život

### Před druhou světovou válkou
Jaromír Lahůlek se narodil 22. října 1923 v Praze v rodině Věry a Zdeňka Lahůlkových, příslušníků pražské proletářské inteligence. Rodina se z důvodů své angažovanosti stěhovala postupně na ostravsko, do Přerova a v roce 1930 zpět do Prahy. V roce 1932 byl Zdeněk Lahůlek vyslán Komunistickou stranou Československa do Moskvy. Protože byl v té době souzen pro svou politickou činnost vycestoval s pasem na jméno Emil Hecht. Toto příjmení začaly následně používat i obě jeho děti. Rodina žila postupně v Moskvě, v sibiřském Prokopjevsku a od jara 1937 opět v Moskvě. V roce 1935 byli Jaromírovi rodiče nuceni zažádat o sovětské občanství. Jeho otec byl v listopadu 1937 zatčen NKVD a bez soudu poslán na deset let do vyhnanství v Kazachstánu, rodina poté živořila. Matka se chtěla s dětmi vrátit do Československa, to jí ale nebylo umožněno. Jaromír Hecht se v Noginsku, kde rodina žila, vyučil frézařem.

### Druhá světová válka
V létě 1940 byl Jaromír Hecht povolán do Rudé armády, kde sloužil v pracovních jednotkách. Sice jako občan Sovětského svazu, ale Čechoslovák, měl právo přihlásit se do vznikající československé jednotky, což učinil. Odjel do Buzuluku a příslušníkem československého vojska se stal 23. března 1942. Byl přidělen k motocyklové rotě, během jara 1942 absolvoval poddůstojnickou školu, v červnu byl přidělen k rotě npor. Otakara Jaroše, který si jej vybral jako svou spojku. Zúčastnil se bojů u Sokolova. Absolvoval školu pro důstojníky v záloze a tankistický kurz, kde získal klasifikaci velitele tanku. Jeho strojem se stal tank T-34/76 se jménem Lidice. Zúčastnil se bitvy o Kyjev, bojů u Čerňachova, Bílé Cerekve a Korsuň-ševčenkovské operace. Po vzniku 1. československého tankového pluku na jaře 1944 byl ustanoven velitelem tankové roty. Během Karpatsko-dukelské operace se zúčastnil bojů o strategická místa. Službu mu ztěžovaly opakující se malarické stavy a názorové střety se staršími důstojníky. Účastnil se bitvy u Jasla a Ostravské operace. V únoru 1945 byl ustanoven zástupcem 1. tankového praporu.

### Po druhé světové válce
Po skončení druhé světové války byl Jaromír Hecht v červnu 1945 přiřazen ke štábní rotě Ministerstva národní obrany. Pod svým rodným jménem Jaromír Lahůlek v září 1945 přihlásil do přípravky Akademie výtvarných umění v Praze pro obor figurálního malířství, po dvou semestrech ale studium ukončil. V létě 1946 byl převelen na východní Slovensko v návaznosti na akce banderovců. Dne 6. srpna 1946 zahynul jako spolujezdec při dopravní nehodě u Humenného. Pohřben je na Vinohradském hřbitově.

## Ocenění

### Vyznamenání
- 3x 1944 a 1x 1945 Československý válečný kříž 1939
- 1944 Řád rudé hvězdy
- 1945 Československá medaile za zásluhy 1. stupně
- 1945 Řád vlastenecké války

### Posmrtná ocenění
- Jaromír Hecht byl krátce po své smrti in memoriam povýšen do hodnosti kapitána
- 1948 Sokolovská pamětní medaile
- 1949 Československý vojenský řád Za svobodu 1. stupně
- 1959 Dukelská pamětní medaile

## Rodina
Otec Jaromíra Hechta vyhnanství přežil, vrátil se do Československa a zemřel v roce 1962. Jeho sestra Věra Tichá působila rovněž v řadách 1. československého armádního sboru jako zdravotnice. Po válce se stala spisovatelkou, dílo Balada o českém vojákovi je životopisem Jaromíra Hechta. Jejím prvním manželem byl dělostřelec Ladislav Fišman, druhým Jiří Kyncl a třetím Pavel Tichý, za války příslušník Československé samostatné obrněné brigády a následně politický vězeň komunismu.